# Samuel Benchetrit

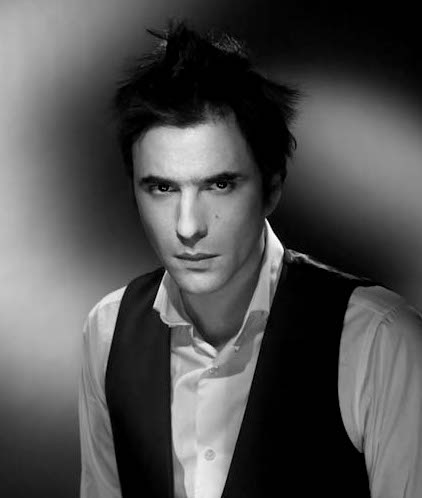
Samuel Benchetrit en 2008

Samuel Benchétrit (26 de junio de 1973 en Champigny-sur-Marne) es un escritor francés, actor, guionista y director.

## Obras

### Libros
- 2000: Récit d'un branleur (Historia de un gilipollas)
- 2005: Les Chroniques de l'Asphalte (Las crónicas de asfalto) (tomo I)
- 2007: Les Chroniques de l'Asphalte (Las crónicas de asfalto) (tomo II)
- 2009: Le Cœur en dehors
- 2010: Les Chroniques de l’Asphalte, (Las crónicas de asfalto) (tomo III)
- 2015: Chien
- 2018: Reviens (Vuelve, Destino, 2019)

### Teatro
- 2001: Comédie sur un quai de gare (Comedia sobre una plataforma del ferrocarril)
- 2005: Moins deux (Este título es un rico juego de palabras, que se traduce como: "lo antes posible", "Dos abajo", "dos por debajo", y "menos dos")

### Películas
Como director
- 2000: Nouvelle de la tour L (cortometraje) ("La historia de Tower L")[2]
- 2003: Janis et John (Janis y John)
- 2007: J'ai toujours rêvé d'être un gangster (Siempre quise ser un gánster)[3]
- 2008: YSL film[4]
- 2011: Chez Gino
- 2014: Un voyage
- 2015: Asphalte
- 2017: Chien

Como actor
- 2003: Janis et John
- 2005: Backstage de Emmanuelle Bercot: Daniel
- 2008: J'ai toujours rêvé d'être un gangster: Narrador (voz no acreditada)
- 2011: Chez Gino: D. T. Stern
- 2011: Goldman de Christophe Blanc: Pierre Goldman
- 2012: Un enfant de toi de Jacques Doillon: Louis
- 2014: Les Gazelles de Mona Achache: Martin
- 2017: Chacun sa vie de Claude Lelouch: Samuel

## Vida personal
Tuvo un hijo con su exesposa Marie Trintignant con la que estuvo casado desde 1998 a 2003, cuando Bertrand Cantat la mató de una paliza. Mantuvo una relación con Anna Mouglalis desde 2005 a 2012, tuvo una hija con ella llamada Saúl, nacida el 7 de marzo de 2007. Desde finales de noviembre de 2016 mantiene una relación con la cantante francesa Vanessa Paradis. En enero de 2017 se anuncia su compromiso con la cantante. Se casaron en 2018.